# Мері-Клер Кінг
Мері-Клер Кінг (англ. Mary-Claire King; нар. 27 лютого 1946, передмістя Чикаго) — американський генетик людини, медичний генетик, займалася також еволюцією, спеціалізується на онкології та особливо на злоякісних пухлинах молочної залози

## Біографія
Закінчила з відзнакою Carleton College (бакалавр математики, 1966),, після чого займалася над докторською з біостатистики в Каліфорнійському університеті в Берклі. Коли в 1970 році США вторглися в Камбоджу (див. Камбоджійська кампанія), Мері-Клер Кінг організувала протестну демонстрацію в кампусі і залишила навчання, коли Нацгвардія видалила які брали участь в акціях студентів. Перервавши свої університетські заняття, під керівництвом Ральфа Нейдера вона проводила дослідження впливу пестицидів на фермерів.
Незабаром Кінг повернулася в університет, де переключилася на генетику — під керівництвом професора Аллана Вільсона, разом з яким продемонструвала генетична схожість між шимпанзе і людиною, і припустила, що вони походять від спільного предка; в 1975 році Кінг і Вільсон опублікують спільну книгу про це «Evolution at Two Levels in Humans and Chimpanzees». В 1973 році в Каліфорнійському університеті в Берклі вона отримала ступінь доктора філософії з генетики. Потім у 1974—1976 роках постдок в Каліфорнійському університеті в Сан-Франциско. Викладала в Чилі.
В 1976—1995 роках викладач генетики та епідеміології в Каліфорнійському університеті в Берклі. Потім (з 1995) дослідний професор Американського онкологічного товариства в Вашингтонському університеті; де продовжує онкологічні дослідження, а також встановила генетичну зумовленість інших захворювань і відхилень, зокрема, глухоти, аутизму і шизофренії. Член Fred Hutchinson Cancer Research Center. В 2012 році президент Американського товариства генетики людини (American Society of Human Genetics). В 2017 році лектор  Cell Press — TNQ India Distinguished Lectureship Series. Брала участь в Human Genome Diversity Project.
В 1984 році М.-К. Кінг застосувала свої генетичні дослідження для області захисту прав людини, що сприяло возз'єднання дітей з батьками, розлучених під час «Брудної війни» в Аргентині, — довівши за допомогою генетики їх спорідненість. М.-К. Кінг стала першопрохідцем в цьому напрямку. Вона також співпрацювала з організаціями «Лікарі за права людини» і «Міжнародна амністія», допомагаючи виявити зниклих безвісти осіб в країнах Південної і Центральної Америки, на Гаїті, в Мексиці, Руанді, колишньої Югославії та на Філіппінах. Лабораторія Кінг працювала з армією США, ООН та міжнародними військовими трибуналами.
Мері-Клер Кінг особливо відома виявленим нею зв'язком між генами BRCA1 і BRCA2 з раком молочної залози та яєчників.
Була одружена з зоологом Р. Колуеллом (розлучилися в 1980 році), має спільну дочку Емілі Колуелл (нар. 1975)..
Автор робіт в Science, Nature, PNAS, Cell.

## Нагороди та визнання
- член Американської асоціації сприяння розвитку науки
- Jill Rose Award
- 1994: член Національної академії медицини[en],
- 1996: премія Джилл Роуз, Фонд досліджень раку молочної залози[12][13]
- 1999: Brinker Award[en] for Breast Cancer Research, Komen Foundation[14]
- 1999: член Американської академії мистецтв і наук
- 2003: Honoris causa Гарвардського університету
- 2004: Премія Грубера[en] з генетики[15]
- 2005: член Національної академії наук США[16]
- 2006: Weizmann Women & Science Award[en][17]
- 2006: Премія Гейнекена[en] з медицини[18]
- 2006: Медаль Пошани, вища нагорода Американського онкологічного товариства[19]
- 2010: Double Helix Medal Honoree, Лабораторія в Колд-Спрінг-Харбор[en]
- 2010: Pearl Meister Greengard Prize[en], Рокфеллерський університет
- 2013: Paul Ehrlich and Ludwig Darmstaedter Prize[en][20]
- 2014: Hudson Alpha Life Sciences Prize
- 2014: Премія Ласкера[21][22]
- 2015: Outstanding Investigator Award, National Cancer Institute[23]
- 2015: Pro Bono Humanum Award, Galien Foundation[24]
- 2016, honoris causa доктор наук, Гонконзький університет[25]
- 2016: Szent-Györgyi Prize for Progress in Cancer Research[en][26]
- 2016: Академічна премія Турецької академії наук[27]
- 2016: Національна наукова медаль США[28] (announced in 2015)[29][30]
- 2017, TNQ Distinguished Lectures in the Life Sciences, Seventh Annual Cell Press-TNQ India Distinguished Lectureship Series[31]
- 2018: Премія Дена Девіда[en][32]
- 2018: Премія Шао[33][34]
- 2018: Advocacy Award[35]
- 2018: доктор наук, Університет Британської Колумбії[36]
- 2019: доктор наук, Вільямс коледж[en][37]
- 2020: Премія Вільяма Аллана[en][38]
- 2021: Міжнародна премія Гайрднера[39]
- 2022: Clarivate Citation Laureates[40]